# Norka Paz
Norka Paz (La Paz, 1986) es una artista muralista, ilustradora y grabadora boliviana, también conocida por su sobrenombre Knorke Leaf.

## Formación
Norka Paz estudió Artes Plásticas en la Universidad Mayor de San Andrés, especializándose en la técnica de grabado. Como ilustradora, trabajó para la editorial Gente Común, Grupo Santillana, Fundación Estás Vivo, Wakala Discos, Cine Nómada y Fundación Ukamau. Sus grabados fueron expuestos en Argentina, Brasil, España y Estados Unidos, además de ciudades de Bolivia.
Su sobrenombre "Knorke", es un modismo alemán que significa "super",atribuido por una amiga en Berlin. Por otro lado, "Leaf" significa hoja en inglés y "le gusta mucho la fonética y fonología de esta palabra", para ella es libertad y ligereza.

## Obra

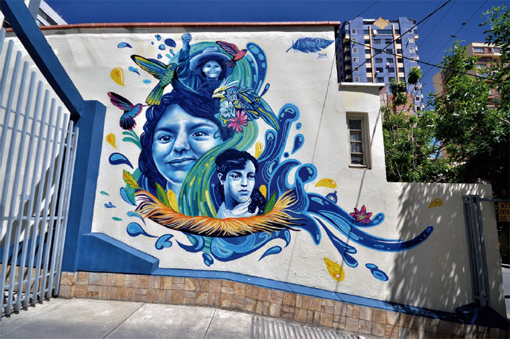
Resistencias bondadosas.

### Grabado
Su trabajo ha sido expuesto a nivel local como internacional en Canadá como parte de una exposición en Quebec. Como parte del colectivo LaPiz, de ilustradores, su obra fue publicada en la serie Trazos de la editorial El Cuervo.

### Muralismo
Paz se dedica al arte urbano desde 2012. El encuentro que tuvo con esta técnica arrancó de una forma inesperada. Una amiga le pidió que la acompañara a su exposición en la Casa de la Cultura en el marco de la Noche de Museos de La Paz. Es ahí donde la gente le pidió pintar una de las paredes. Ella nunca lo había hecho antes. Sin embargo, mientras pintaba, escuchó aplausos y cuando se dio la vuelta vio a mucha gente apreciando su arte. Ahí se dio cuenta del poder del arte urbano. Para ella, las galerías son una evidencia de cómo el mundo de arte se ha vuelto exclusivo e institucionalizado mientras que el arte urbano tiene espacios más inclusivos donde todos pertenecen.

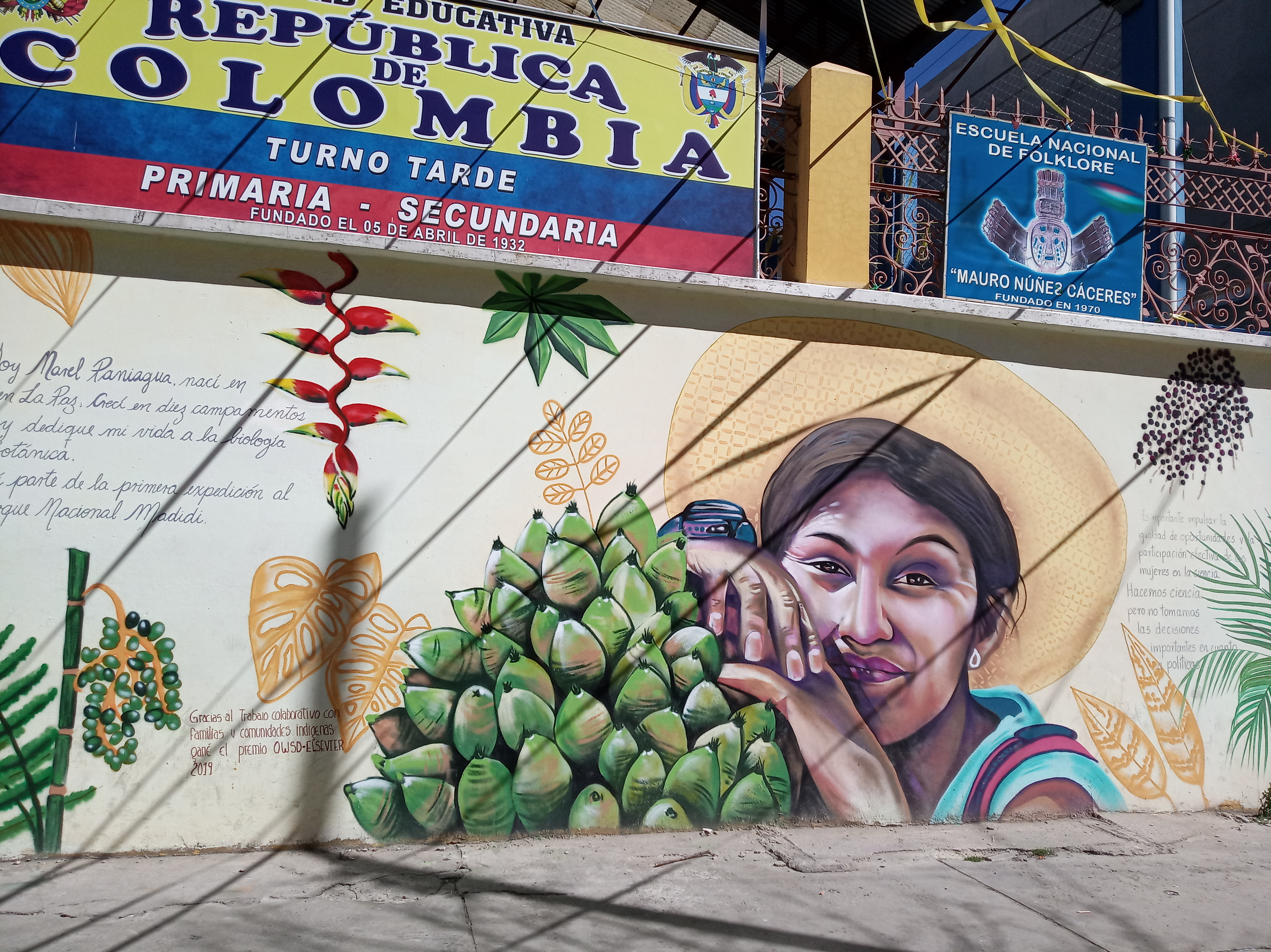
Mural dedicado al trabajo científico de Narel Paniagua en La Paz.

En 2018 realizó el mural Sancofa Amuyt’aña en el Mercado Camacho de la ciudad de La Paz con motivo del mes de las mujeres. En 2019 realizó un mural en honor a la científica Narel Paniagua en la Avenida 6 de agosto del centro paceño.

### Macromural urbano
Como parte de un programa de mejoramiento urbano turístico fue directora del proyecto  El Qhatu, mercado en aymara, en el barrio de Chualluma central y Alto Chualluma ,  ubicados al oeste de La Paz. El proyecto supuso la ejecución de revoques y pintado de fachadas en 144 viviendas, además de otras obras de mejoramiento en espacios públicos y vías peatonales características de la zona ubicada en alta pendiente.

## Véase también

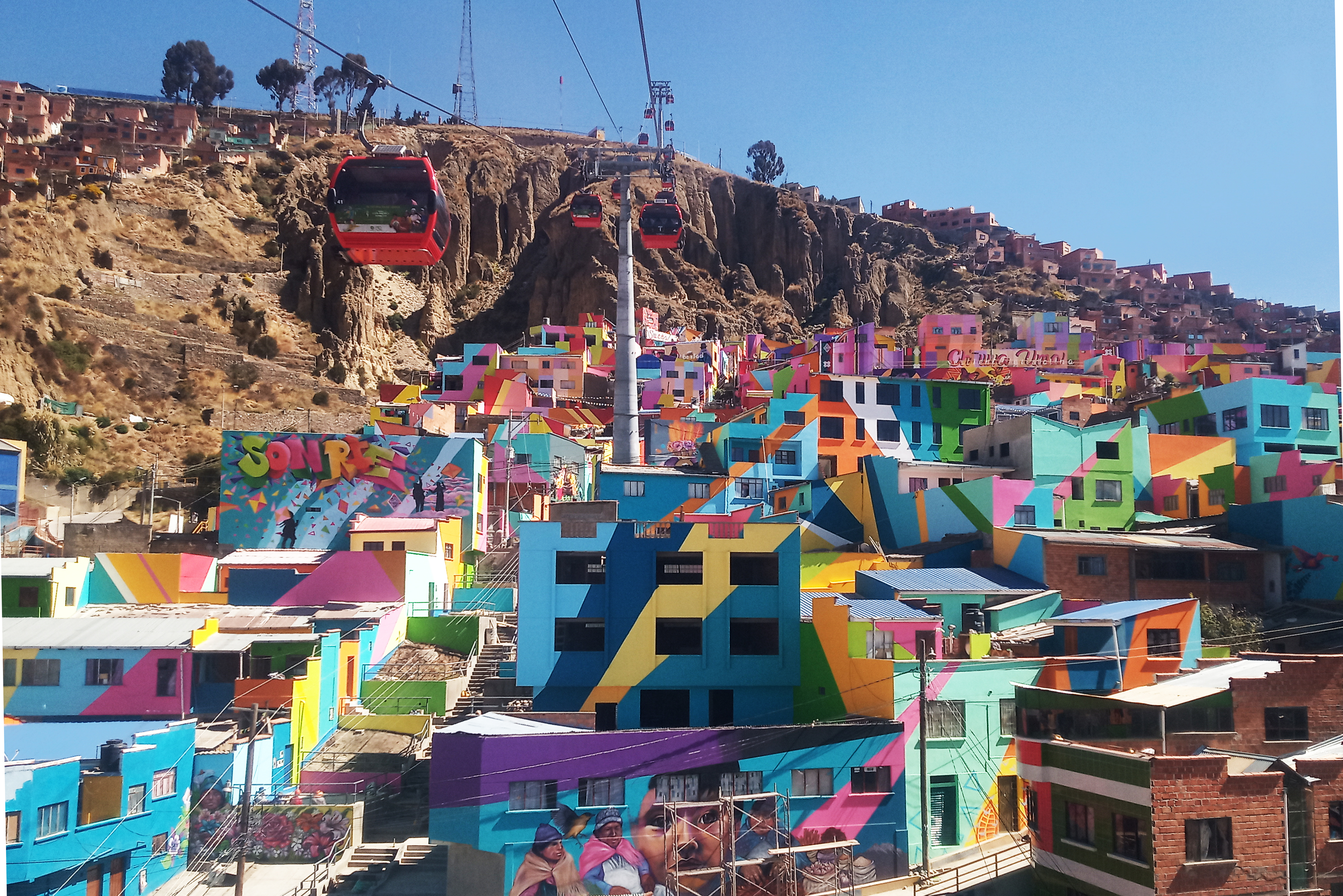
Mejoramiento urbano en la zona de Chualluma, Proyecto artístico dirigido por Norka Paz.